# Le Nouvel Espion aux pattes de velours
Pour plus de détails, voir Fiche technique et Distribution.
Le Nouvel Espion aux pattes de velours (titre original : That Darn Cat) est un film américain réalisée par Bob Spiers, sorti le 14 février 1997.
Produit par les studios Walt Disney Pictures, il s'agit du remake de L'Espion aux pattes de velours sorti en 1965.

## Synopsis
Deux criminels kidnappent une domestique en pensant qu'il s'agit de la femme d'un riche homme d'affaires. Le seul témoin de l'enlèvement est le chat Patte de velours. La domestique écrit un message au dos du collier du chat et c'est la jeune Patti qui va le découvrir et mener son enquête.

## Fiche technique
Sauf mention contraire, cette fiche technique est établie à partir d'IMDb
- Titre : Le Nouvel Espion aux pattes de velours
- Titre original : That Darn Cat
- Titre québécois : L'Espion aux pattes de velours
- Réalisation : Bob Spiers
- Scénario : Scott Alexander et Larry Karaszewski d'après l'œuvre de Gordon Gordon et Mildred Gordon
- Scénario de la version originale : Gordon Gordon, Mildred Gordon et Bill Walsh
- Direction artistique : Jeremy Cassells
- Décors : Susan Degus
  - Création des décors : Jonathan A. Carlson
- Costumes : Marie France
- Photographie : Jerzy Zieliński
- Son : Walter Anderson, Jeffree Bloomer
  - Mixage son : Jeffrey Perkins
  - Montage son : Piero Mura, Brian Risner
- Montage : Roger Barton
- Distribution des rôles : Gary M. Zuckerbrod
- Musique : Richard Gibbs
- Effets spéciaux :
  - Coordinateur des effets spéciaux : Ray Bivins
  - Assistant effets spéciaux : Mitchell Medford
  - Technicien d’animatronique : Hal Miles
- Maquillage : Wendy Bell, Cyndi Reece-Thorne
- Coiffure : Karen Lovell, Rita Parillo, Stacey K. Black
- Cascades : Gregg Smrz, Cris Thomas-Palomino, Bill Roberson (non crédité)
  - Doublure pour les cascades : Annie Ellis, Thomas Robinson Harper, Henry Kingi, Marty Eli Schwartz, Lee Waddell
- Producteur : Robert Simonds
  - Producteur délégué :	Andrew Gottlieb
  - Coproducteur : Ross Fanger
- Société de production : Walt Disney Pictures, Robert Simonds Productions
- Société de distribution : Buena Vista Pictures
- Pays d'origine :  États-Unis
- Langue originale : anglais
- Format : Couleur (Technicolor) - 35 mm - 1,85:1 - Filmé en Panavision - Son : Dolby Digital
- Genre : Comédie, Action, Policier
- Durée : 89 minutes
- Dates de sortie :
  -  États-Unis : 14 février 1997
  -  France : 17 mars 2005 (directement en vidéo) (DVD) [2]

## Distribution
- Christina Ricci (VF : Alexandra Garijo) : Patti Randall
- Doug E. Doug (VF : Lucien Jean-Baptiste) : Agent Zeke Kelso
- Dean Jones (VF : Bernard Tiphaine) : Mr. Flint
- George Dzundza (VF : Luc Florian) : Boetticher
- Peter Boyle (VF : Jean-Pierre Moulin (acteur)) : Pa
- Michael McKean (VF : Patrick Raynal (acteur)) : Peter Randall
- Bess Armstrong (VF : Danièle Douet) : Judy Randall
- Dyan Cannon (VF : Béatrice Delfe) : Mrs. Flint
- John Ratzenberger (VF : Marc de Georgi) : Dusty
- Megan Cavanagh (VF : Annabelle Roux) : Lu
- Estelle Parsons (VF : Lily Baron) : Old Lady McCracken
- Rebecca Schull (VF : Arlette Thomas) : Ma
- Thomas F. Wilson (VF : Mark Lesser) : Melvin
- Brian Haley (en) (VF : Bruno Dubernat) : Marvin
- Mark Christopher Lawrence (VF : Pascal Renwick) : Rollo
- Elvis : Pattes de velours
- Rebecca Koon (VF : Danielle Volle) : Lizzie

Source : IMDb

## Sorties internationales
Sauf mention contraire, les informations suivantes sont issues de l'IMDb

### Sorties cinéma
- États-Unis : 14 février 1997
- Italie : 26 juin 1997

### Sorties directement en vidéo
- Hongrie : 30 octobre 1997
- Japon : 17 décembre 1997
- Finlande : 18 mars 1998
- Allemagne : 15 avril 2003 (DVD)
- France : 17 mars 2005 (DVD) [2]

### Sorties directement à la télévision
- Royaume-Uni : 27 mai 2001

## Box-office
Sauf mention contraire, les informations suivantes sont issues de Box Office Mojo
- Recettes du 1er week-end aux États-Unis : 6 424 617 $ (USD) (du 14 février 1997 au 17 février 1997)
- Recettes aux États-Unis : 18 301 610 $ (USD)